# Municipio de Nodaway (condado de Holt)
El municipio de Nodaway (en inglés: Nodaway Township) es un municipio ubicado en el condado de Holt en el estado estadounidense de Misuri. En el año 2010 tenía una población de 151 habitantes y una densidad poblacional de 2,17 personas por km².

## Geografía
El municipio de Nodaway se encuentra ubicado en las coordenadas 40°0′21″N 95°3′29″O / 40.00583, -95.05806. Según la Oficina del Censo de los Estados Unidos, el municipio tiene una superficie total de 69.66 km², de la cual 69,61 km² corresponden a tierra firme y (0,07 %) 0,05 km² es agua.

## Demografía
Según el censo de 2010, había 151 personas residiendo en el municipio de Nodaway. La densidad de población era de 2,17 hab./km². De los 151 habitantes, el municipio de Nodaway estaba compuesto por el 97,35 % blancos, el 0,66 % eran amerindios, el 0,66 % eran isleños del Pacífico y el 1,32 % eran de una mezcla de razas. Del total de la población el 0,66 % eran hispanos o latinos de cualquier raza.